# Амосенков, Александр Максимович
Алекса́ндр Макси́мович Амо́сенков (1 мая 1919 года — 27 января 1993 года) — советский офицер, участник Великой Отечественной войны, начальник разведки 2-го дивизиона 473-го артиллерийского полка 99-й стрелковой дивизии 46-й армии 2-го Украинского фронта, лейтенант.
Герой Советского Союза (24.03.1945), полковник запаса.

## Биография
Родился 1 мая 1919 года в деревне Крутое ныне Велижского района Смоленской области в крестьянской семье. По национальности русский. Член КПСС с 1953 года. Окончил среднюю школу.
В рядах Красной Армии с 1939 года. Окончил Тбилисское артиллерийское училище. На фронтах Великой Отечественной войны с июня 1941 года. Особо отличился начальник разведки дивизиона лейтенант Амосенков в ночь на 5 декабря 1944 года, когда в целях разведки первым преодолел реку Дунай накануне форсирования её силами полка в районе города Эрчи к югу от Будапешта (Венгрия), обнаружил и выяснил расположение системы огня и инженерных заграждений в обороне противника.
Указом Президиума Верховного Совета СССР от 24 марта 1945 года за образцовое выполнение боевых заданий командования на фронте борьбы с немецкими захватчиками и проявленные при этом отвагу и геройство лейтенанту Амосенкову Александру Максимовичу присвоено звание Героя Советского Союза с вручением ордена Ленина и медали «Золотая Звезда» (№ 3770).
После войны продолжал службу в ВС СССР. В 1954 году окончил Военную академию имени М. В. Фрунзе. С 1970 года полковник Амосенков в запасе. Жил в Москве. Умер 27 января 1993 года, похоронен в родной деревне.

## Награды
- Медаль «Золотая Звезда» Героя Советского Союза (№ 3770)
- Орден Ленина
- Два ордена Отечественной войны I степени
- Три ордена Красной Звезды
- Медали, в том числе:
  - Медаль «За Победу над Германией в Великой Отечественной войне 1941—1945 гг.»
  - Юбилейная медаль «Двадцать лет Победы в Великой Отечественной войне 1941—1945 гг.»
  - Юбилейная медаль «Тридцать лет Победы в Великой Отечественной войне 1941—1945 гг.»
  - Юбилейная медаль «Сорок лет Победы в Великой Отечественной войне 1941—1945 гг.»

## Память
- В мае 1993 года прах А. М. Амосенкова захоронен на родине — в деревне Крутое, Велижский район Смоленской области.
- Имя Героя носит Крутовская сельская школа.